# Førby Sø
Førby Sø eller Vorup Sø er en 47 ha stor sø  beliggende i Nationalpark Thy, sydøst for Nørre Vorupør i Thisted Kommune. Søen er delt mellem Vorupør Sogn og Hundborg Sogn. 
Ved østenden af søen ligger den lille bebyggelse Førby, også kaldet Vorup, men også gårdene vest for søen regnes til Førby. Førby Skole er bygningen Kapelvej 1 over for Vorupør Gamle Kirkegård. 
Syd for søen ligger Stenbjerg Klitplantage, og mod nord Ålvand Klithede med lavtliggende våde klitlavninger og lobeliesøer i mosaik med klithede-natur. 
Den er en del af Natura 2000-område nr. 26 - Ålvand Klithede og Førby Sø samt EF-Fuglebeskyttelsesområde nr. 17. 
Området på i alt 1144 hektar inkl. søens areal blev fredet i 1977.

## Eksterne kilder og henvisninger
1. ↑  Om fredningen Arkiveret 7. oktober 2013 hos  Wayback Machine på  fredninger.dk

- Om naturplanen Arkiveret 3. september 2012 hos  Wayback Machine på Naturstyrelsens websider
- Naturplanen
- Basisanalysen

|  | Denne artikel om lokaliteten Førby Sø kan blive bedre, hvis der indsættes et (bedre) billede. Du kan hjælpe ved at afsøge Wikimedia Commons for et passende billede eller lægge et op på Wikimedia Commons med en af de tilladte licenser og indsætte det i artiklen. |

56°56′0.77″N 8°24′32.41″Ø / 56.9335472°N 8.4090028°Ø